# Orodesma ameria
Orodesma ameria là một loài bướm đêm trong họ Erebidae.